# Loei
Loei (em tailandês:  เลย) é uma cidade da Tailândia e capital da província de  mesmo nome. Está localizada no nordeste da Tailândia, região também conhecida como Isan.
A cidade em si tem uma população de 33.000 pessoas (dado de 2005).

## Localização
A cidade está localizada a aproximadamente 245 km a leste de  Nong Khai.  e aproximadamente 520 de Bangkok capital da Tailandia.